# Leucoides (arna)
Leucoides és un gènere d'arnes de la família Crambidae. Conté només una espècie, Leucoides fuscicostalis, que es troba a Sri Lanka.